# Масујо Шираиши
Масујо Шираиши (јап. 白石 益代) бивша је јапанска фудбалерка.

## Репрезентација
За репрезентацију Јапана дебитовала је 1981. године. За тај тим одиграла је 4 утакмице.

## Статистика
| Јапан  | Јапан | Јапан |
| Год.   | Ута.  | Гол.  |
| ------ | ----- | ----- |
| 1981   | 4     | 0     |
| Укупно | 4     | 0     |